# Pheosia brandti
Pheosia brandti är en fjärilsart som beskrevs av Bang-haas 1937. Pheosia brandti ingår i släktet Pheosia och familjen tandspinnare. Inga underarter finns listade i Catalogue of Life.